# Zespół Kabuki

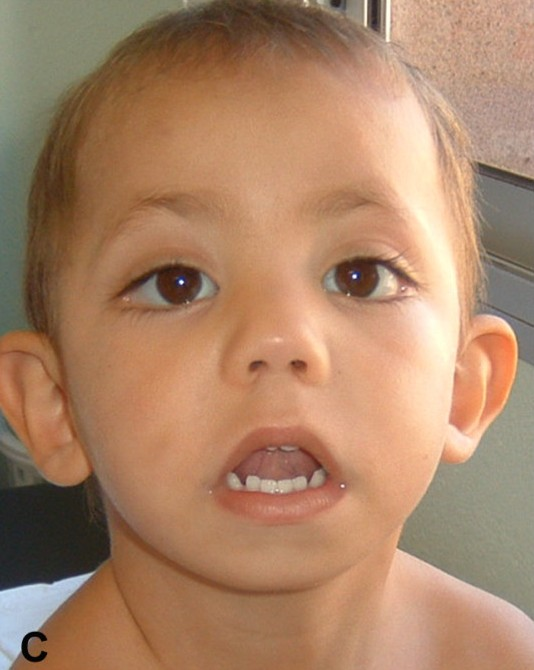
Twarz dziecka z zespołem Kabuki

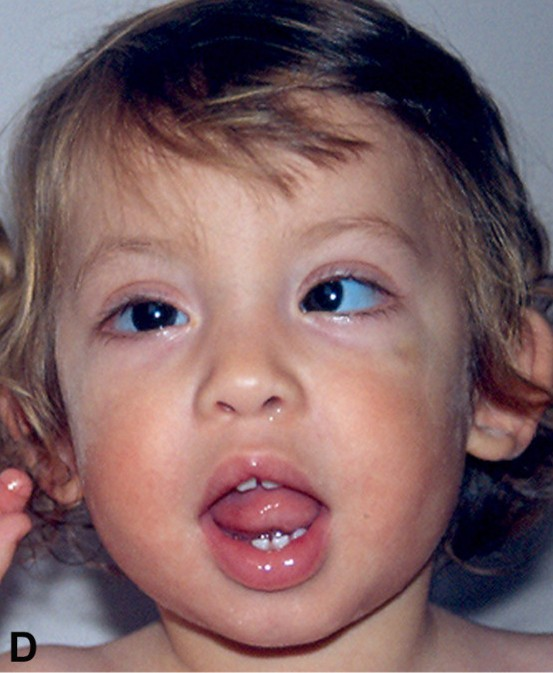
Dziewczynka z rozpoznaniem zespołu Kabuki

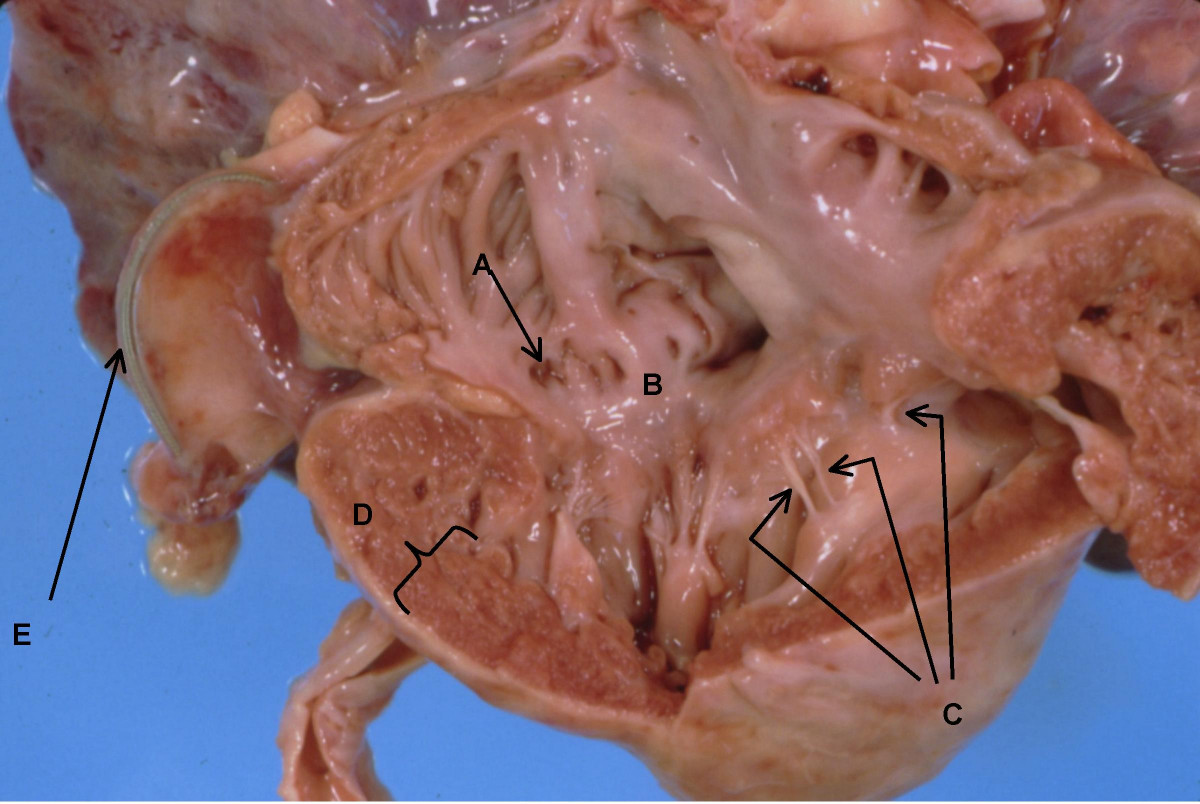
Anatomia prawego przedsionka serca u pacjenta z zespołem Kabuki. A. Poszerzona zatoka wieńcowa. B. Dysplastyczna zastawka trójdzielna. C. Krótkie i grube struny ścięgniste. D. Przerost prawej komory (grubość ściany prawej komory 8 mm). E. Prowadnik

Zespół Kabuki typu 2 (zespół makijażu Kabuki, zespół Niikawy-Kurokiego, ang. Kabuki syndrome, Kabuki makeup syndrome, KMS, Niikawa-Kuroki syndrome) – rzadki zespół wad wrodzonych związany z niepełnosprawnością intelektualną. Został opisany po raz pierwszy u dziesięciorga pacjentów przez Norio Niikawę (ur. 1942) i Yoshikazu Kurokiego (ur. 1937) i ich współpracowników w 1981 roku. Nazwa zespołu odzwierciedla charakterystyczny wygląd twarzy pacjentów z tym zespołem, przypominający ucharakteryzowane twarze aktorów tradycyjnego japońskiego teatru Kabuki (Kumadori).

## Epidemiologia
Zespół jest stosunkowo częsty w populacji japońskiej; częstość zespołu Kabuki wśród Japończyków oszacowano na 1:32 000 żywych urodzeń. Początkowo uważany za niezwykle rzadki, obecnie jest coraz częściej rozpoznawany na całym świecie.

## Etiologia
Większość przypadków zespołu jest sporadyczna (nierodzinna). W kilku rodzinach zaobserwowano dziedziczenie autosomalne dominujące.

## Fenotyp
Na obraz kliniczny zespołu Kabuki składają się:
- charakterystyczna dysmorfia twarzy występująca u blisko 100% pacjentów:
  - wywinięcie bocznej części dolnej powieki
  - łukowate brwi (85%)
  - skąpe lub rozproszone brwi w bocznej trzeciej części
  - krótka przegroda nosowa (92%)
  - spłaszczony koniuszek nosa (83%)
  - wydatne małżowiny uszne (84%), malformacje małżowin usznych (87%), dołki przeduszne lub przetoki (22%)
- mikrocefalia (26%)
- nieprawidłowości oczne:
  - długa szpara powiekowa (99%)
  - odwrócenie dolnej powieki (92%)
  - ptoza (50%)
  - epicanthus (46%)
  - zez (36%)
  - niebieskawe twardówki (31%)
- nieprawidłowości układu kostnego (92%):
  - brachydaktylia V palca (79%)[5]
  - pilonidal sinus (83%)
  - klinodaktylia V palca (50%)
  - nieprawidłowo wykształcone kręgi
  - skolioza (35%)
  - nadmierna ruchomość w stawach (74%)
  - anomalie żeber (18%)
  - strzałkowe rozszczepy trzonów kręgów (36%); ukryty rozszczep kręgosłupa (19%)
- nieprawidłowości dermatoglifów (93%)
- niepełnosprawność intelektualna w stopniu lekkim lub umiarkowanym (92%)[5]
- niedostatek wzrostu w okresie postnatalnym (83%)[5]
- wczesne telarche u dziewczynek z zespołem Kabuki (23%)[5]
- wrodzone wady serca i zaburzenia przewodzenia sercowego (42[6]-58%[7]):
  - ubytek przegrody międzykomorowej
  - ubytek przegrody międzyprzedsionkowej
  - tetralogia Fallota
  - koarktacja aorty
  - przetrwały przewód tętniczy
  - tętniak aorty
  - przełożenie wielkich naczyń
  - blok prawej odnogi pęczka Hisa.